# Loek Caspers
Nellie Cato (Elsa/ Loek) Caspers OFS (Driebergen, 3 juli 1924 - 's-Gravenhage, 8 augustus 2019) was een Nederlandse verzetsstrijdster in de Tweede Wereldoorlog. Zij werkte als koerierster. Loek is haar schuilnaam, die zij na de oorlog is blijven gebruiken

## Levensloop
Caspers groeide op in Driebergen waar haar vader het hoofd was van de christelijke basisschool. Zij werd rond 1942 gevraagd om actief te worden voor het verzet. Dankzij haar donkere uiterlijk kon zij zich makkelijker met joodse kinderen op straat begeven zonder dat er lastige vragen werden gesteld. In de zomer van 1943 dook Caspers tijdelijk onder bij Jan Wikkerink in Aalten. Zij was door de verzetsman Samuel Esmeijer getipt dat haar naam was genoemd bij een onderzoek naar de ontsnapping van een joods kind. Toen de rust was weergekeerd keerde zij terug naar Driebergen.  Ze overnachtte in die tijd overwegend op een onderduikadres in Veenendaal.
Voor haar verzetswerk reisde Caspers door het hele land, onder andere naar Noord-Brabant en Rotterdam. Verder onderhield zij het contact tussen de verschillende verzetsgroepen op en rond de Utrechtse Heuvelrug. Zij werkte als kraamverzorgster, waardoor de Duitsers haar fiets niet mochten invorderen. Caspers vervoerde niet alleen onderduikers, maar ook vuurwapens, handgranaten en informatie over troepenbewegingen. Bevrijdingsdag was voor Caspers een drama. Zes leden van het Leersumse verzet, waarvan zij er drie goed kende, werden door Duitse soldaten aangehouden en geëxecuteerd.
Na voltooiing van haar studie aan het avondlyceum in Utrecht, studeerde zij geneeskunde en specialiseerde ze zich in Engeland in anesthesiologie. De laatste jaren voor haar pensionering was zij werkzaam als sociaal geneeskundige.
Caspers vervulde verschillende functies in organisaties van het voormalige verzet. Zo was zij bestuurslid bij de Federatieve Raad van het Voormalig Verzet Nederland (NFR) en de Stichting Samenwerkend Verzet 1940-45. Zij schreef meerdere boeken over het verzet in de oorlog. Caspers was een van de laatste overgebleven verzetsleden. In januari 2023 besloot de gemeente Veenendaal om in de nieuwbouwwijk Veenendaal-Oost een straat naar haar te vernoemen.